# Van der Waals-erők
Az egymástól a kémiai kötés távolságánál távolabb lévő molekulák kölcsönhatásait összefoglalóan van der Waals-erőknek, más megfogalmazásban van der Waals-kölcsönhatásoknak nevezik. A kölcsönhatásban levő molekulák természetétől függően megkülönböztethetünk irányítási, indukciós és diszperziós erőket. Sok molekulát nem csak egyféle másodlagos kölcsönhatás tart egyben a kondenzált állapotában, hanem ezeknek a dipólus-alapú kölcsönhatásoknak bizonyos kombinációja. A van der Waals-kölcsönhatások az elsőrendű kémiai kötéseknél néhány nagyságrenddel gyengébbek.
Az anyagot felépítő részecskék közötti kölcsönhatások jellegükben és erősségükben igen eltérőek. Az anyagokban a kötési energia 107–10−3 eV tartományban található. A nukleonok közötti kötések a legerősebbek, és a leggyengébbek a semleges He-atomok között ható diszperziós erők.
A van der Waals-erőket Johannes Diderik van der Waals (1837–1923) Nobel-díjas (1910) holland fizikusról nevezték el.

## Permanens dipól-permanens dipól kölcsönhatás (orientációs kölcsönhatás, Keesom-erő)
Állandó p elektromos dipólusmomentumú molekulák között dipólus-dipólus kölcsönhatás alakul ki. Az egyik molekula dipólusának tere irányítja a többi molekulát. A molekulák hőmozgása következtében azonban ez a beállás a dipólus elektromos terének irányába csak részleges, a hőmérséklet növekedésével, a hőmozgás erősödésével csökken a kölcsönhatás erőssége. Az orientációs kölcsönhatási energia a nyomás negyedik hatványával arányos (Eor ~ p4).

## Permanens dipól-indukált dipól kölcsönhatás (indukciós kölcsönhatás, Debye-erő)
A dipólusmolekuláknak nemcsak irányító hatásuk van. A molekulák elektronfelhőjére kifejtett taszító- vagy vonzóerők megváltoztatják a molekulák elektromos dipólusmomentumát, vagy ha ez nem volt, indukált elektromos dipólusmomentumot hoznak létre (polarizációs hatás). Az indukált {\displaystyle p_{ind}} elektromos dipólusmomentum:
{\displaystyle p_{ind}=\alpha E}
Ahol {\displaystyle \alpha } a dipólussal nem rendelkező molekula polarizálhatósága, E a dipólusmolekula által keltett elektromos térerősség.
Az indukált kölcsönhatási energia nem függ a hőmérséklettől.

## Indukált dipól-indukált dipól kölcsönhatás (diszperziós kölcsönhatás, London-féle erő)
Nagynyomású gázok tanulmányozása azt mutatja, hogy elektromos dipólusmomentummal nem rendelkező atomok, például nemesgázok között is hatnak erők. Erre bizonyíték, hogy cseppfolyósítani lehet őket, és meg is szilárdulhatnak. Spektroszkópiai úton gázhalmazállapotban kétatomos képződmények, úgynevezett van der Waals-molekulák (He2, Ne2, Ar2, Xe2) létezését is sikerült kimutatni. Ezek az úgynevezett diszperziós erők csak a kvantummechanika segítségével írhatók le.
A diszperziós kölcsönhatások annak következtében lépnek fel, hogy az atomban (molekulában) a másik atom (molekula) elektronjainak rezgései gerjesztett elektronrezgéseket indukálnak. A szomszédos atomok (molekulák) elektronjainak rezgései azonos fázisúak, és így a két atom (molekula) közti vonzáshoz vezetnek. A diszperziós energia nagyságát a zéruspont-energia határozza meg, ha az atomokat (molekulákat) lineáris harmonikus oszcillátornak tekintjük. A diszperziós intermolekuláris erők sok makroszkopikus jelenség kiváltói: adhézió, kohéziós erő, kapilláris jelenségek, kolloid részecskék aggregációja stb.

## Példa

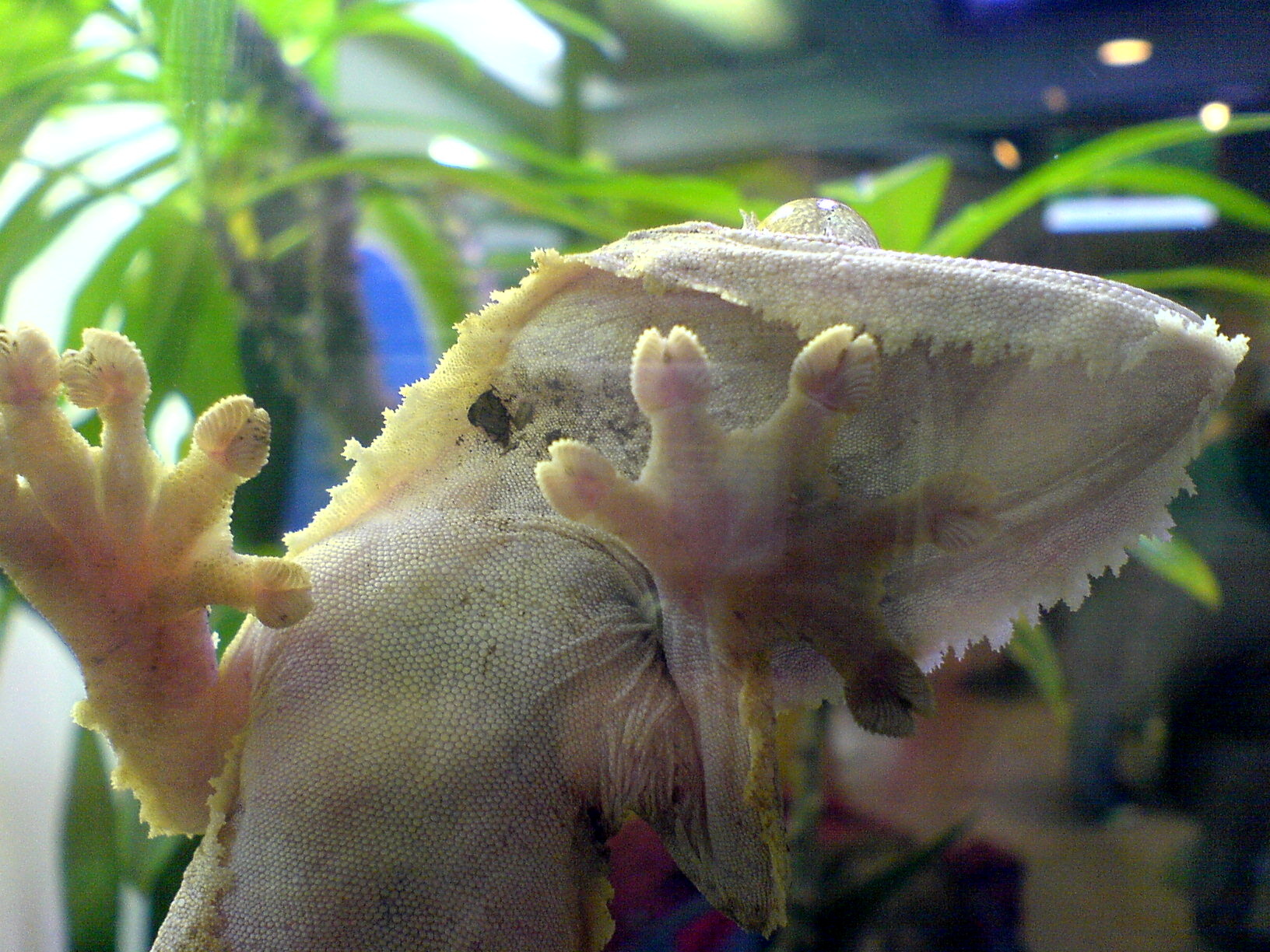
Gekkó az üvegen

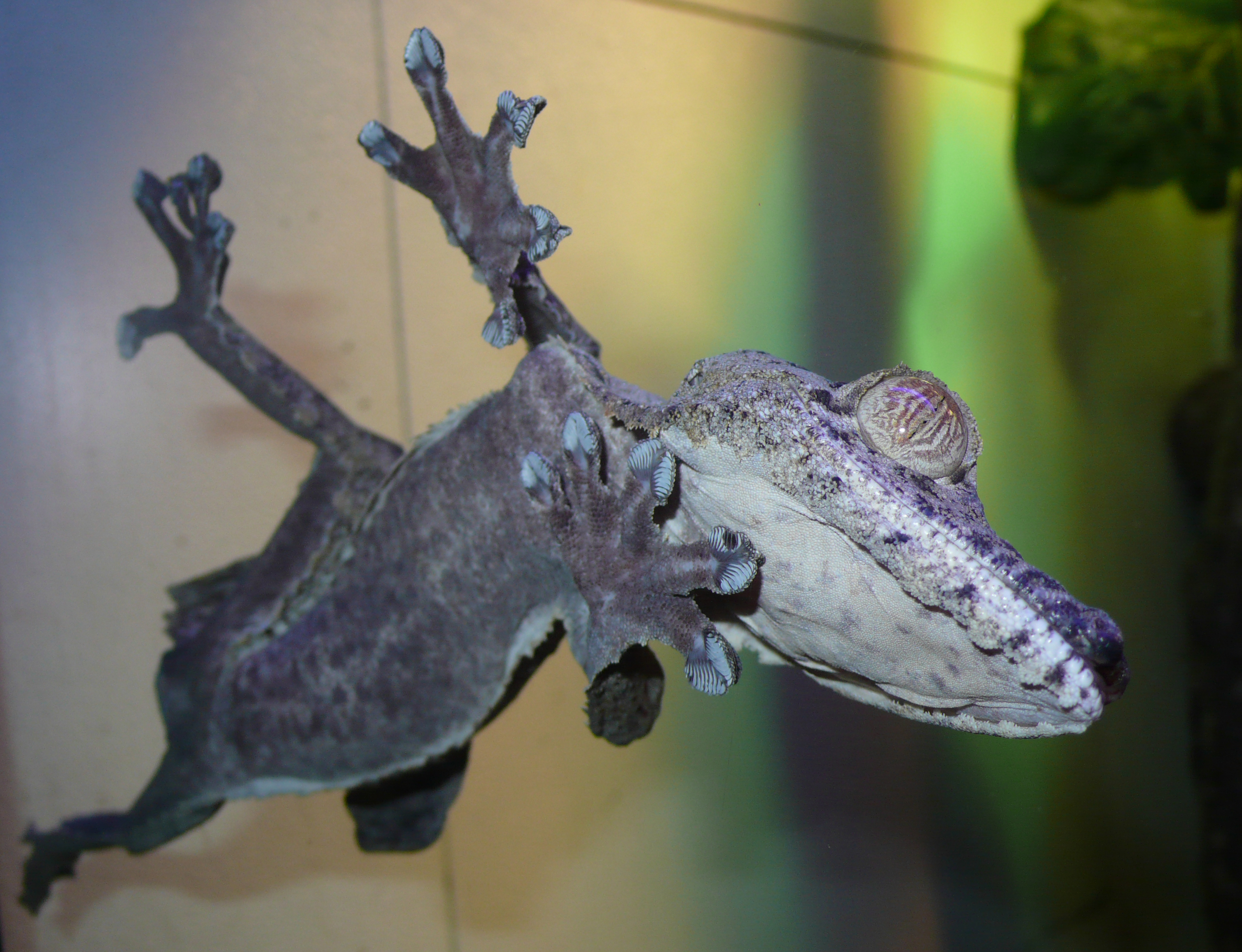
Gekkó üvegen

A gekkófélék azon tulajdonságát, hogy sima üvegen is képesek függeszkedni, mászni, a van der Waals-erőknek tulajdonítják. A legtöbb gekkó végtagjain nagyon finom sörtékből álló tapadólemezkék találhatók. Egy későbbi tanulmány úgy találta, hogy a kapilláris tapadás is szerepet játszhat, de ezt később megcáfolták.